# Точицкий, Никита Андреевич
Никита Андреевич Точицкий (род. 17 августа 1991, Ленинград) — российский хоккеист, нападающий.

## Биография
Сын хоккейного функционера Андрея Точицкого. Воспитанник петербургского СКА. В сезоне 2007/08 выступал в первой лиге за СКА-2. Два сезона (2009/10, 2010/11) провёл в Молодёжной хоккейной лиге в составе «СКА-1946». Двукратный участник Кубка Вызова МХЛ (2010, 2011). Участник североамериканского турне сборной МХЛ «Красные звёзды» на рубеже 2010—2011 годов.
В августе 2011 года перешёл в клуб КХЛ «Витязь» Чехов. В июне 2012 года обменян в клуб КХЛ «Атлант» Мытищи на Павла Чернова.